# Begonia
Begonia is een geslacht uit de begoniafamilie (Begoniaceae). Er zijn meer dan duizend soorten. Begonia is daarmee een van de omvangrijkste geslachten uit de plantenwereld.
Van oorsprong komen begonia's uit vochtige, warme gebieden in een bosrijke omgeving. Er bestaan zowel eenjarige als overblijvende soorten, groenblijvende en bladverliezende soorten. Er zijn zelfs klimmende varianten.
Begonia's hebben vrouwelijke en mannelijke bloemen. De vrouwelijke bloemen zijn herkenbaar aan de driehoekige verdikking onder de bloemen (het vruchtbeginsel).
De wetenschappelijke geslachtsnaam Begonia is een eerbetoon aan Michel Bégon, een voormalig gouverneur van de Franse kolonie Haïti.

## Kweek
De meeste soorten gedijen het beste op een half beschaduwde plaats en een matig vochtige grond. De grond moet goed doorlatend zijn. Veel soorten hebben een zure of zanderige grond nodig.
In Nederland is alleen de winterharde begonia (Begonia grandis) winterhard als tuinplant. Omdat Begonia grandis uit China komt, overleeft deze de vorst.
De soorten Begonia maculata, Begonia masoniana en Begonia listada zijn geschikte kamerplanten voor vochtige ruimtes zoals de badkamer  omdat deze Begonia's in de tropische nevelwouden ook schaduw verdragen.
De bekende bloeiende zaaibegonia's worden als eenjarige perkplanten verkocht.

## Soorten
Een selectie van de soorten:
- Begonia dregei
- Begonia grandis (Winterharde begonia)
- Begonia naumoniensis
- Begonia oxyanthera
- Begonia semperflorens: overblijvend, maar moet 's winters op een temperatuur van ten minste 10 °C worden gehouden, tot 30 cm hoog, groen of bruin blad, wit, roze of rood bloeiend
- Begonia ×tuberhybrida: bekende knolbegonia, er zijn grootbloemige, kleinbloemige cultivars
  - Begonia 'Scarlet': cultivar met rode bloemen

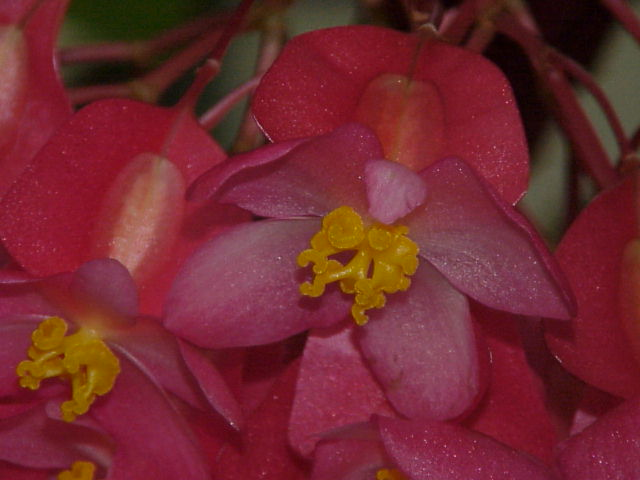
Begonia corallina
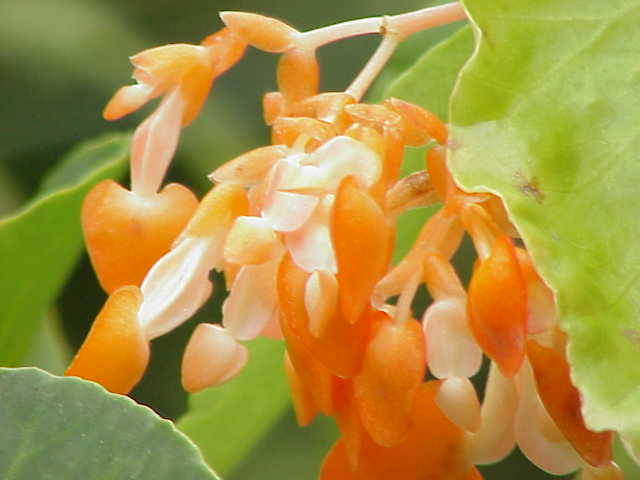
Begonia dichroa
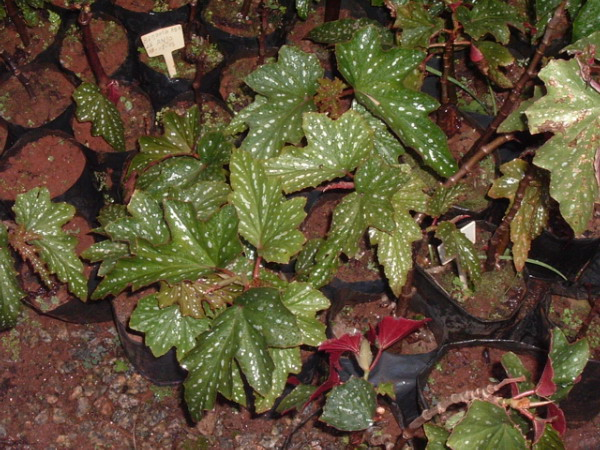
Begonia aconitifolia
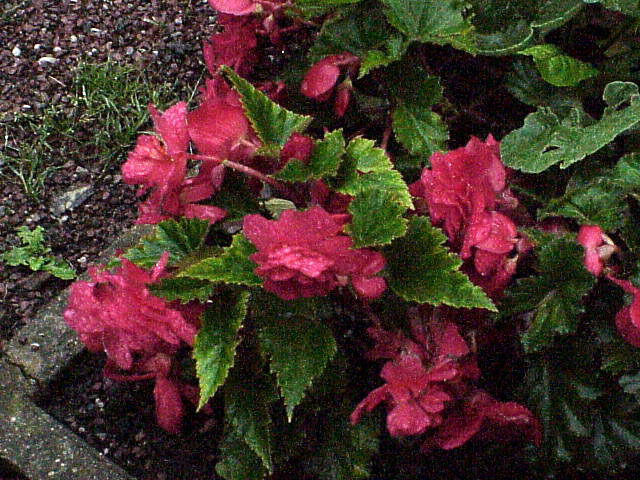
Begonia ×tuberhybrida
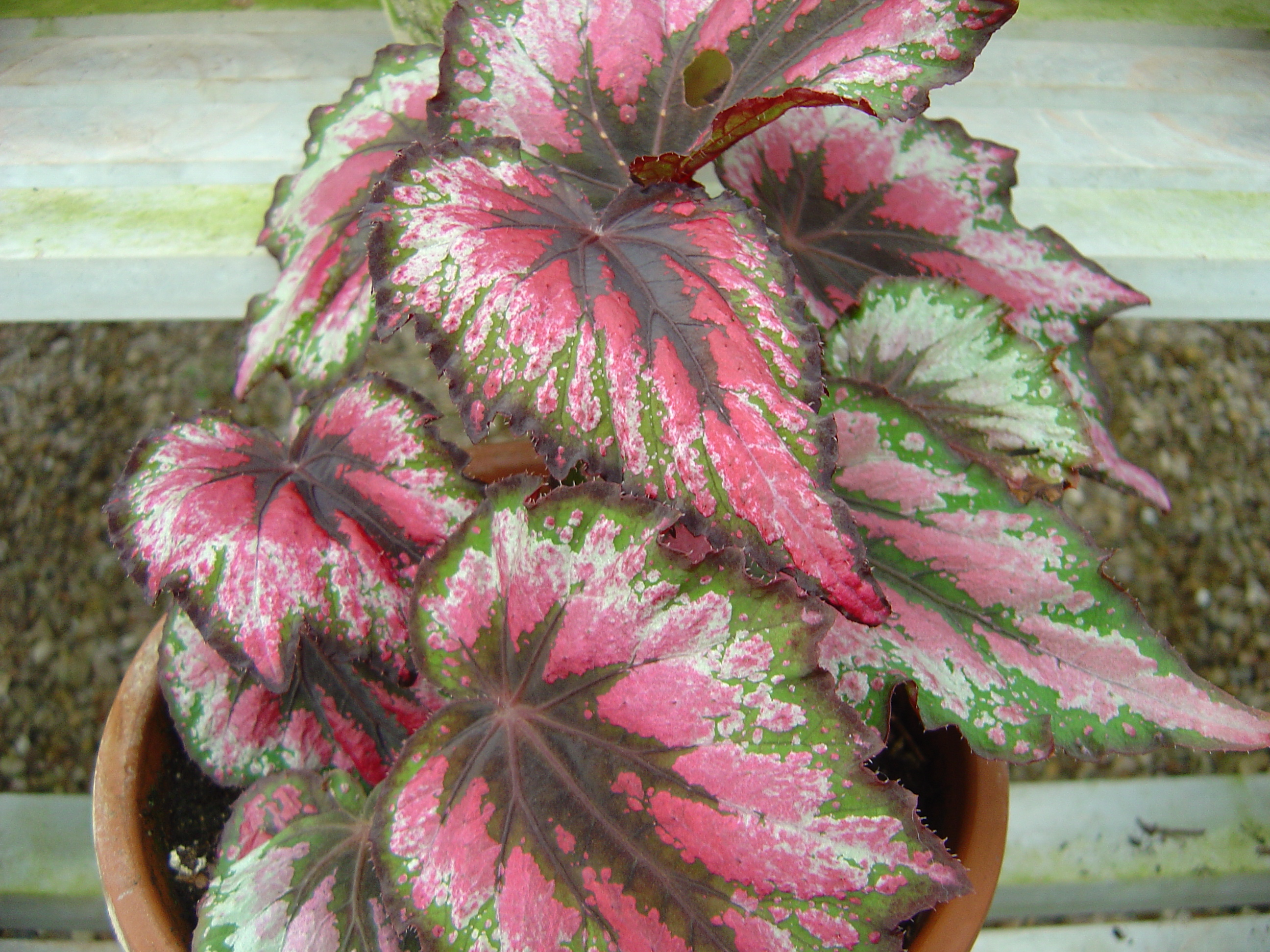
Begonia rex
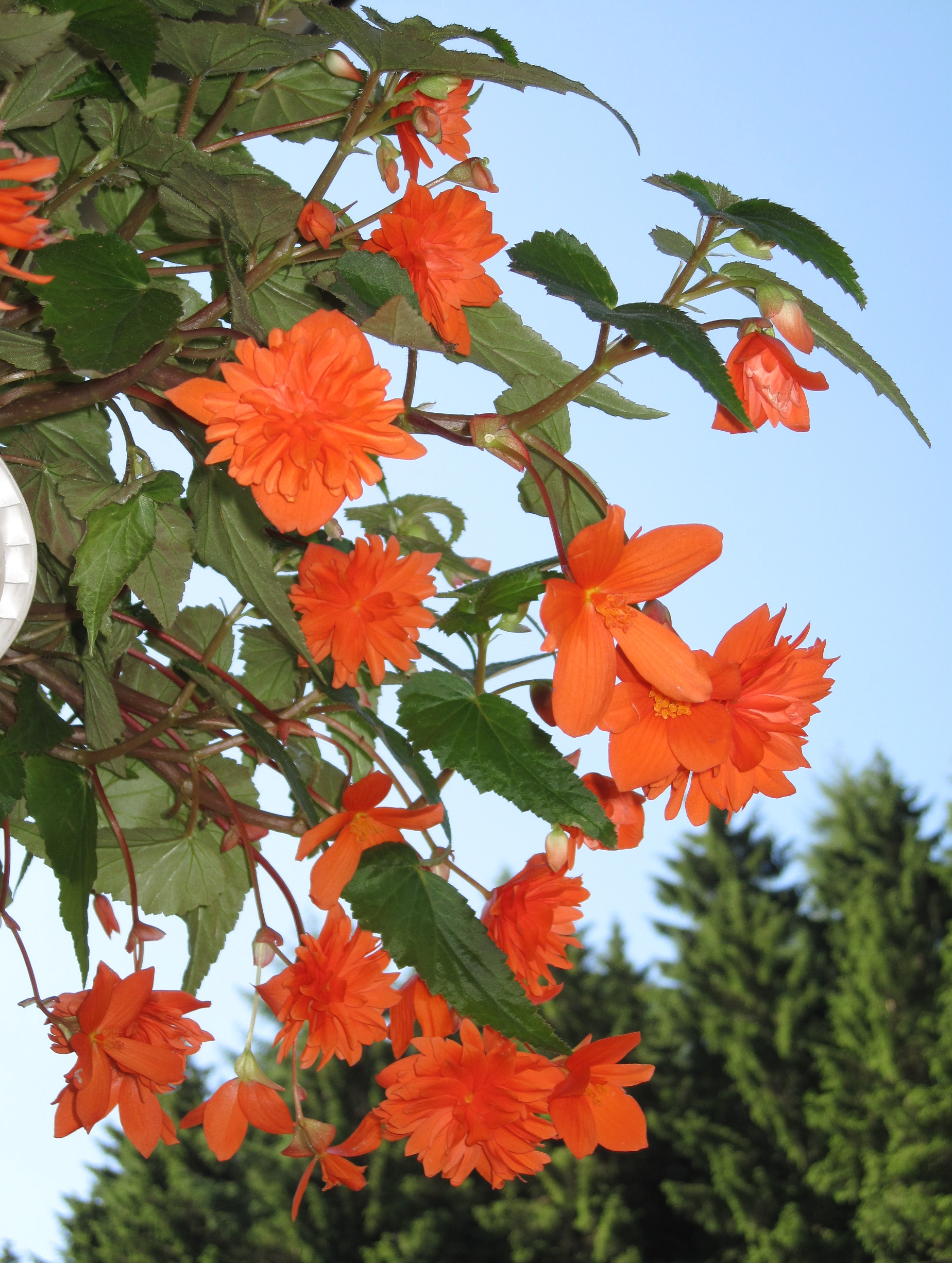
Begonia pendula